# 시나노촌 (나가노현 가미미노치군)
시나노촌(信濃村)은 나가노현 가미미노치군에 있던 촌이다. 현재의 시나노정에 해당한다.

## 역사
- 1955년 7월 1일 - 가시와바라촌, 후지사토촌이 합병해 성립하였다.
- 1956년 9월 30일 - 후루마촌, 시나노지리촌과 합병해 시나노정이 성립하여, 동일 시나노촌은 폐지되었다.

## 교통

### 철도
- 일본국유철도
  - 신에쓰 본선

### 도로
- 국도 제18호선

현재는 구 촌역에 조신에쓰 자동차도의 시나노정 나들목이 부지의 일부가 위치해 있지만 당시엔 미개통

## 참고문헌
- 角川日本地名大辞典 20 長野県